# Мирошниченко, Григорий Кузьмич
Григорий Кузьмич Мирошниченко (13 марта 1895, м. Ичня, Черниговская губерния, Российская империя — 29 августа 1959, Ульяновск, СССР, ныне  Россия) — советский военачальник, генерал-майор (20.04.1945).

## Биография
Родился 13 марта 1895 года в местечке  Ичня, ныне город Ичня Ичнянского района Черниговской области.  В сентябре 1914 года окончил Дедеркальскую учительскую семинарию на Волыни и работал учителем в селе Серединка Гайсинского уезда Подольской губернии.

### Военная служба

#### Первая мировая война и революция
15 мая 1915 года мобилизован на военную службу Борзенским уездным воинским начальником на правах вольноопределяющегося 2-го разряда и направлен в 163-й запасный батальон. В начале января 1916 года командирован на учебу в Казанское военное училище, после окончания его ускоренного курса 1 мая 1916 года произведен в прапорщики и назначен младшим офицером в 255-й запасный полк в город Ростов-на-Дону. В августе с маршевой ротой убыл на фронт, по прибытии назначен в 172-й пехотный Лидский полк 43-й пехотной дивизии. Воевал в Карпатах и Буковине. В октябре 1917 года переведен в 312-й пехотный Васильковский полк, где дослужился до командира роты (выборного). За боевые отличия был награждён орденом орденом Святой Анны 4-й степени с надписью «За храбрость». В феврале — марте 1918 года полк был расформирован в городе Каменец-Подольск, а  Мирошниченко демобилизован в чине поручика. Вновь учительствовал в селе Завадовка Черкасского уезда Киевской губернии, одновременно был членом коллегии и секретарем волостного отдела народного образования Завадовского волостного исполкома.

#### Гражданская война
15 июня 1920 года вступил в РККА по мобилизации через Черкасский уездный военкомат и направлен в распоряжение штаба КВО. В сентябре назначен в Николаевский отдельный батальон, где был командиром взвода и помощником командира роты. С марта 1921 года командовал взводом учебной школы в 3-м запасном полку в городе Черкассы. Командиром летучего отряда принимал участие в ликвидации банд в Киевской губернии. (в районах Черкассы, Ржищев, Триполье). В конце мая 1921 года переведен в запасной стрелковый полк в город Киев и назначен инструктором переменного состава полковой школы. В июне убыл в распоряжение главного инспектора вузов КВО и назначен затем командиром роты в Киевскую школу червонных старшин. В сентябре прошел регистрацию бывших офицеров при особом отделе округа.

#### Межвоенные годы
В мае 1922 года зачислен слушателем в Киевскую высшую военно-педагогическую школу (отделение усовершенствования комсостава вузов), по ее окончания в январе 1923 года убыл в Харьковскую школу червонных старшин им. ВУЦИК на должность командира роты. С октября 1924 года проходил службу в 295-м стрелковом полку 99-й стрелковой дивизии УВО в должностях командира роты, помощником начальника штаба и врид начальника штаба полка (г. Черкассы). В июле 1927 года переведен в штаб дивизии, где временно исполнял должность начальника строевого отдела и помощником начальника оперативной части. В июне 1929 года вернулся в 295-й стрелковый полк и назначен врид начальника штаба полка. В декабре вновь переведен в штаб 99-й стрелковой дивизии на должность помощником начальника 1-й части. С ноября 1930 года по март 1931 года находился на учебе на курсах «Выстрел», затем вернулся на прежнюю должность. С мая 1931 года служил в 285-м стрелковом полку 295-й стрелковой дивизии в городе Балта (Одесской обл.), где был командиром батальона и врид начальника штаба полка. В январе 1934 года переведен в 284-й стрелковый полк этой же дивизии в городе Котовск на должность начальника штаба полка. В ноябре 1938 года направлен в Рязанское пехотное училище им. К. Е. Ворошилова, где служил старшим преподавателем тактики, с мая 1940 года — помощником начальника учебного отдела. В июле 1940 года назначен командиром 527-го стрелкового полка 118-й стрелковой дивизии МВО в городе Кострома.

#### Великая Отечественная война
С началом войны в конце июня 1941 года полк в составе дивизии убыл на Северо-Западный фронт в район Пскова. По прибытии он занял оборону в укрепленном районе по реке Великая (район Филонова гора). В последующем с боями отходил на гдовском и нарвском направлениях. 17 июля 1941 года в бою в районе города Гдов при прорыве противника, вышедшего к реке Плиса, был ранен, но не покинул поля боя. Будучи раненным, вывел полк до района Нарвы, лишь после этого был эвакуирован в госпиталь в Ленинград, затем в Нижний Тагил. После излечения в начале ноября 1941 года прибыл в ГУК НКО в город Куйбышев и был назначен заместителем командира 71-й отдельной морской стрелковой бригады, формировавшейся в городе Новосибирск. В том же месяце убыл на Западный фронт. С 25 ноября бригада вошла в состав 1-й ударной армии и с 30 ноября вела наступательные бои на солнечногорском направлении, освобождала Лотошино, Раменье, Плоское и др. За отличия в этих боях 71-я отдельная морская стрелковая бригада была переименована во 2-ю гвардейскую (05.01.1942). 
В январе 1942 года подполковник  Мирошниченко был назначен командиром 41-й отдельной стрелковой бригады. В конце января она была выведена в резерв в район города Клин, затем после доукомплектования вновь вошла в подчинение 1-й ударной армии Северо-Западного фронта. В ее составе участвовала в Демянской наступательной операции, вела бои под Старой Руссой и на ржевском направлении. 13 апреля 1942 года в бою в районе Рамушево вновь был ранен, после чего находился на лечении в госпиталях Москвы и Куйбышева. В конце августа зачислен в распоряжение ГУК, затем в составе оперативной группы генерала армии Г. К. Жукова убыл под Сталинград. С 25  по 28 сентября 1942 года и.о. командира 258-й стрелковой дивизии, а с 1 октября 1942 года назначен командиром 260-й стрелковой дивизии, части которой вели тяжелые бои на северо-западных подступах к Сталинграду. Участвовал в боях в районе Самофаловки, в нанесении контрударов по прорвавшемуся к Волге противнику. С конца сентября дивизия вела наступательные бои, имея задачу овладеть городом Бородкин. В середине октября 1942 года армия была выведена в резерв Ставки ВГК, а 260-я стрелковая дивизия передана 24-й армии Донского фронта и в ее составе до конца января вела боевые действия в районе Котлубань, разъезд 564. С 18 января ее части наступали в направлении завода «Баррикады». За отличия в боях под Сталинградом полковник  Мирошниченко был награжден орденом Красного Знамени. После завершения Сталинградской битвы дивизия находилась в резерве Донского фронта, затем в составе Сталинградской группы войск. В конце марта 1943 года она была переброшена в район Тулы и включена в 11-ю армию резерва Ставки ВГК. С 12 июля 1943	года дивизия в составе этой же армии Западного, а с 30 июля — Брянского фронтов принимала участие в Орловской и Брянской наступательных операциях. В ходе последней 18 августа 1943 года  Мирошниченко был тяжело ранен и до декабря находился на лечении в госпиталях Тулы и Москвы. С 20 декабря состоял в распоряжении ГУК НКО (проходил подготовку в Высшей военной академии им. К. Е. Ворошилова), затем в середине марта 1944 года назначен командиром 16-й запасной стрелковой бригады ОрВО в городе Борисоглебск. 16 мая 1944 года бригада была переформирована в 16-ю запасную стрелковую дивизию.
После войны продолжал командовать этой дивизией в составе ОрВО, а с августа 1945 года — Воронежского ВО. В январе 1946 года она была расформирована, а в феврале генерал-майор  Мирошниченко назначен командиром 87-й гвардейской стрелковой дивизии Смоленского ВО (в мае переформирована в 18-ю гвардейскую стрелковую бригаду). С июля 1946 года исполнял должность начальника Казанского суворовского военного училища, с мая 1951 года — начальника военной кафедры Ульяновского сельскохозяйственного института. В августе 1955 года гвардии генерал-майор  Мирошниченко уволен в запас. 
Умер 29 августа 1959 года, похоронен на Воскресенском некрополе города Ульяновска.

## Награды
- орден Ленина (06.05.1946)[5][6]
- три ордена Красного Знамени (14.02.1943[7],  03.11.1944[5][6], 15.11.1950[5][6])
- орден Отечественной войны I степени (01.09.1943)[8]
  - медали в том числе:
  - «За оборону Москвы» (1944)[9]
  - «За оборону Сталинграда» (1942)[5]
  - «За победу над Германией в Великой Отечественной войне 1941—1945 гг.» (1945)[5]